# Live at 25
Live at 25 ist das 2005 erschienene erste Livealbum der US-amerikanischen Rockband Huey Lewis & the News. Es wurde auch in einer Fassung mit mehr Liedern als DVD-Video veröffentlicht und ist das letzte Album, das die Band mit ihrem Saxofonisten Ron Stallings aufnahm, der 2009 verstarb.

## Hintergrund
Huey Lewis & The News war 1979 durch den Zusammenschluss von Mitgliedern der Gruppen Clover und Soundhole entstanden und hatte sich ursprünglich den Namen Huey Lewis and the American Express gegeben. Als die Gruppe einen Plattenvertrag bei Chrysalis Records unterzeichnete, bestand die Plattenfirma auf einer Namensänderung, sodass die Band ab diesem Zeitpunkt als Huey Lewis & The News firmierte.
Aus Anlass ihres 25-jährigen Bestehens schnitt die neunköpfige Gruppe am 14. und 15. Dezember 2004 zwei Konzerte im „Big Room“ der Sierra Nevada Brewery in Chico mit, um erstmals ein Livealbum zu veröffentlichen. Die Produktion übernahm Huey Lewis zusammen mit Johnny Colla.
Live at 25 erschien am 27. Juni 2005 (USA: 17. Mai 2005) als CD.

## Rezeption
Michael Edele schrieb für laut.de, Songs wie The Heart Of Rock'n'Roll, I Want A New Drug, Power Of Love oder (Too) Hip To Be Square hätten zwar „schon einige Jahre auf dem Buckel,“ einem echten Klassiker habe „Zeit aber noch nie geschadet“, und genauso verhalte es sich hier. Er kritisiert, dass „sich das Zehn-Mann-Ensemble stellenweise zu sehr“ durch seine Songs kuschele, aber die Setlist des Albums lese sich wirklich „wie eine Best-Of Liste.“ „Trotz oder vielleicht gerade wegen des extrem differenziert gemischten Sounds“ fehle es mitunter jedoch am „letzten, entscheidenden Kick, der den Songs erst neues Leben“ einhauchen würde. „Wirklich cool“ seien aber die (Semi-)A-cappella-Nummern It’s Alright und Bad Is Bad. Alles in allem verströme Live At 25 eine „gemütliche Bar-Atmosphäre, die ein wenig mehr Frische“ vertragen hätte, aber das Publikum vor Ort sei wohl zufrieden gewesen. Wie auch immer, Charme habe Huey Lewis immer noch, und der Ausspruch „Cool is a rule“ treffe „auf Huey Lewis & The News auch heute noch zu.“
Thomas Müller, Redakteur beim Radiosender SWR3, meinte, Huey (Lewis) habe „fast noch die gleiche Power, das gleiche verschmitzte Grinsen und die markant rauchig-angekratzte Stimme“ wie zur Hochzeit der Band in den 1980er Jahren. Der Frontmann wirke „erstaunlich frisch, auch weil er ein bestimmtes Lebensmotto“ pflege: „wer weniger arbeitet, hat mehr Spaß am Leben“. Lewis investiere „keine Zeit in neue Studioproduktionen“, sondern stehe „lieber live auf der Bühne mit seinem Best-Of-Programm.“ Auf Live at 25 präsentiere „der Kalifornier fast alle seine Hits in ungebrochener Spiellaune.“ Der Live-Sound klinge „sehr authentisch“ und das Publikum sei „in Partylaune“.

## Titelliste
| Nr.          | Titel                                                       | Länge   |
| ------------ | ----------------------------------------------------------- | ------- |
| 1.           | The Heart of Rock & Roll                                    | 5:02    |
| 2.           | So Little Kindness                                          | 4:48    |
| 3.           | Thank You #19                                               | 5:45    |
| 4.           | I Want a New Drug/Small World                               | 8:40    |
| 5.           | If This Is It                                               | 3:50    |
| 6.           | The Power of Love                                           | 5:22    |
| 7.           | Do You Believe in Love                                      | 4:29    |
| 8.           | Some of My Lies Are True (Sooner or Later)                  | 4:02    |
| 9.           | It’s All Right                                              | 3:36    |
| 10.          | Bad Is Bad                                                  | 4:01    |
| 11.          | Heart and Soul                                              | 4:32    |
| 12.          | But It’s Alright                                            | 3:34    |
| 13.          | (Too) Hip to Be Square                                      | 4:07    |
| 14.          | We’re not Here for a Long Time (We’re Here for a Good Time) | 4:55    |
| 15.          | Back in Time                                                | 3:41    |
| 16.          | Doing It All for My Baby                                    | 4:20    |
| Gesamtlänge: | Gesamtlänge:                                                | 1:14:44 |

| Nr. | Titel                                                       | Länge |
| --- | ----------------------------------------------------------- | ----- |
| 1.  | The Heart of Rock & Roll                                    |       |
| 2.  | So Little Kindness                                          |       |
| 3.  | Thank You #19                                               |       |
| 4.  | I Want a New Drug/Small World                               |       |
| 5.  | If This Is It                                               |       |
| 6.  | The Power of Love                                           |       |
| 7.  | Do You Believe in Love                                      |       |
| 8.  | Some of My Lies Are True (Sooner or Later)                  |       |
| 9.  | It’s All Right                                              |       |
| 10. | Bad Is Bad                                                  |       |
| 11. | Um, Um, Um, Um, Um, Um                                      |       |
| 12. | Heart and Soul                                              |       |
| 13. | But It’s Alright                                            |       |
| 14. | (Too) Hip to Be Square                                      |       |
| 15. | We’re not Here for a Long Time (We’re Here for a Good Time) |       |
| 16. | Back in Time                                                |       |
| 17. | Doing It All for My Baby                                    |       |
| 18. | Workin’ For A Livin’                                        |       |
| 19. | The Rhythm Ranch                                            |       |
| 20. | Trouble In Paradise                                         |       |
| 21. | Stuck With You                                              |       |
| 22. | Buzz Buzz Buzz                                              |       |